# Neighb’rhood Childr’n
The Neighb'rhood Childr'n war eine US-amerikanische Psychedelic-Pop-/Rockband aus San Francisco, Kalifornien, die hauptsächlich in den späten 1960er-Jahren aktiv war.

## Geschichte
Die Band wurde 1963 in Phoenix, einer Kleinstadt nahe Medford im US-Bundesstaat Oregon, unter dem Namen The Navarros gegründet. Anfangs spielte die Gruppe Surfmusik und Rhythm and Blues. Die Originalbesetzung bestand aus Rick Bolz, George Gleim, Dyan Hoffman, John Morrison und Gary Campbell.
Nach der Veröffentlichung einer ersten Single auf einem lokalen Label begann die Band in San Francisco zu arbeiten und wurde Teil der psychedelischen Rockszene. Nachdem John Morrison zum Militär eingezogen wurde, ersetzte ihn Tom Ryan am Schlagzeug. Später verließen auch Campbell und Gleim die Band, ebenso wie Ryan, der ebenfalls zum Militär ging. Neu zur Band stießen Ron Raschdorf (Gitarre) und W. A. Farrens (Schlagzeug), beide aus Oroville, Kalifornien. Die Band benannte sich in dieser Zeit in The Neighb'rhood Childr'n um.
1968 veröffentlichten sie ihr einziges Studioalbum, Neighb'rhood Childr'n, über das Label Acta Records. Die Band tourte intensiv zur Promotion des Albums und trat dabei unter anderem als Vorband für The Who, The Grass Roots, Deep Purple und The Beau Brummels auf. Auch mit The Turtles absolvierten sie eine kurze Tournee.
Nach Problemen während der Tour entwickelte die Gruppe einen religiösen Fokus und änderte ihren Namen zu White Horse. Ein zweites Album, das für Dot Records aufgenommen wurde, erschien nie, da das Label sich auflöste. Da sich kein anderes Label fand, das das Material veröffentlichen wollte, löste sich die Band 1970 auf.

## Stil und Einflüsse
Der Sound von The Neighb'rhood Childr'n wurde oft mit dem von Jefferson Airplane verglichen, insbesondere wegen des stimmlichen Zusammenspiels von Dyan Hoffman und Rick Bolz. Auch The Turtles gelten als Einfluss.

## Diskografie

### Alben
- Neighb'rhood Childr'n (1968, Acta)
- Long Years in Space (1997, Compilation mit dem Album von 1968 und Bonustracks)

### Singles
- Please Leave Me Alone / Happy Child (1968, Acta)
- Behold the Lilies / I Want Action (1968, Acta)
- She's Got No Identification / ? (1968)
- Woman Think / On Our Way (1969, Dot)